# Karl Werner (teolog)
Karl Werner, född den 8 mars 1821, död den 14 april 1888, var en österrikisk romersk-katolsk kyrkohistoriker.
Werner, som i sina tidigare år var påverkad av Günther, blev 1847 professor i moralteologi i Sankt Pölten och 1870 professor i nytestamentlig teologi i Wien samt anställd i ministeriet. Han författade stora arbeten om den katolska skolastiken (Thomas, senmedeltiden, Suárez) och ett på sin tid mycket läst verk Geschichte der katholischen Theologie Deutschlands seit dem Trienter Konzil bis zur Gegenwart (1867; 2:a upplagan 1889).